# KODA KUMI "ETERNITY～Love & Songs～"at Billboard Live
《KODA KUMI "ETERNITY～Love & Songs～"at Billboard Live》（曠世情歌～Love ＆ Songs～"at Billboard Live）為日本歌手倖田來未於2011年2月23日發行之8th演唱會DVD。

## 解說
- 本DVD收錄於2010年10月在日本東京與大阪的「Billboard Live」舉辦的10週年特別演唱會「KODA KUMI "ETERNITY～Love & Songs～"at Billboard Live」。
- 與大規模的Arena巡迴的表演方式有不同風味，因為是「Billboard Live」才能展現出與歌迷親近的溫度感，呈現出倖田來未歌手魅力的舞台演出。

## 巡迴地點與場次
| 時間                             | 地點 | 場地               |
| -------------------------------- | ---- | ------------------ |
| 2010年10月12日、13日、15日、16日 | 大阪 | Billboard Live大阪 |
| 2010年10月20日、21日、23日、24日 | 東京 | Billboard Live東京 |

## 曲目
- 本編（約70分）

1. SWEET MEMORIES
2. TATTOO
3. Break it down
4. MORE
5. 愛のうた
6. 好きで、好きで、好きで。
7. 0時前のツンデレラ
8. 愛のことば
9. magic
10. You're So Beautiful
11. 小さな恋のうた
12. め組のひと
13. BE MY BABY
14. 走れ！

- 幕後Making影像（約20分）

※初回影像特典+本編約70分，共約90分

## LIVE CD

### 解說
1張新作與5張舊作的LIVE CD同時發行，僅於出租店供租賃。

### 發行版本
- CD ONLY
  - 僅於出租店供租賃。

### 曲目
1. SWEET MEMORIES
2. TATTOO
3. Break it down
4. MORE
5. 愛のうた
6. 好きで、好きで、好きで。
7. 0時前のツンデレラ
8. 愛のことば
9. magic
10. You're So Beautiful
11. 小さな恋のうた
12. め組のひと
13. BE MY BABY
14. Moon Crying
15. 走れ！

## 外部連結
- KODA KUMI "ETERNITY ～Love & Songs～"at Billboard Live （页面存档备份，存于） （日語）
- Live CD （页面存档备份，存于） （日語）